# ツオーツ

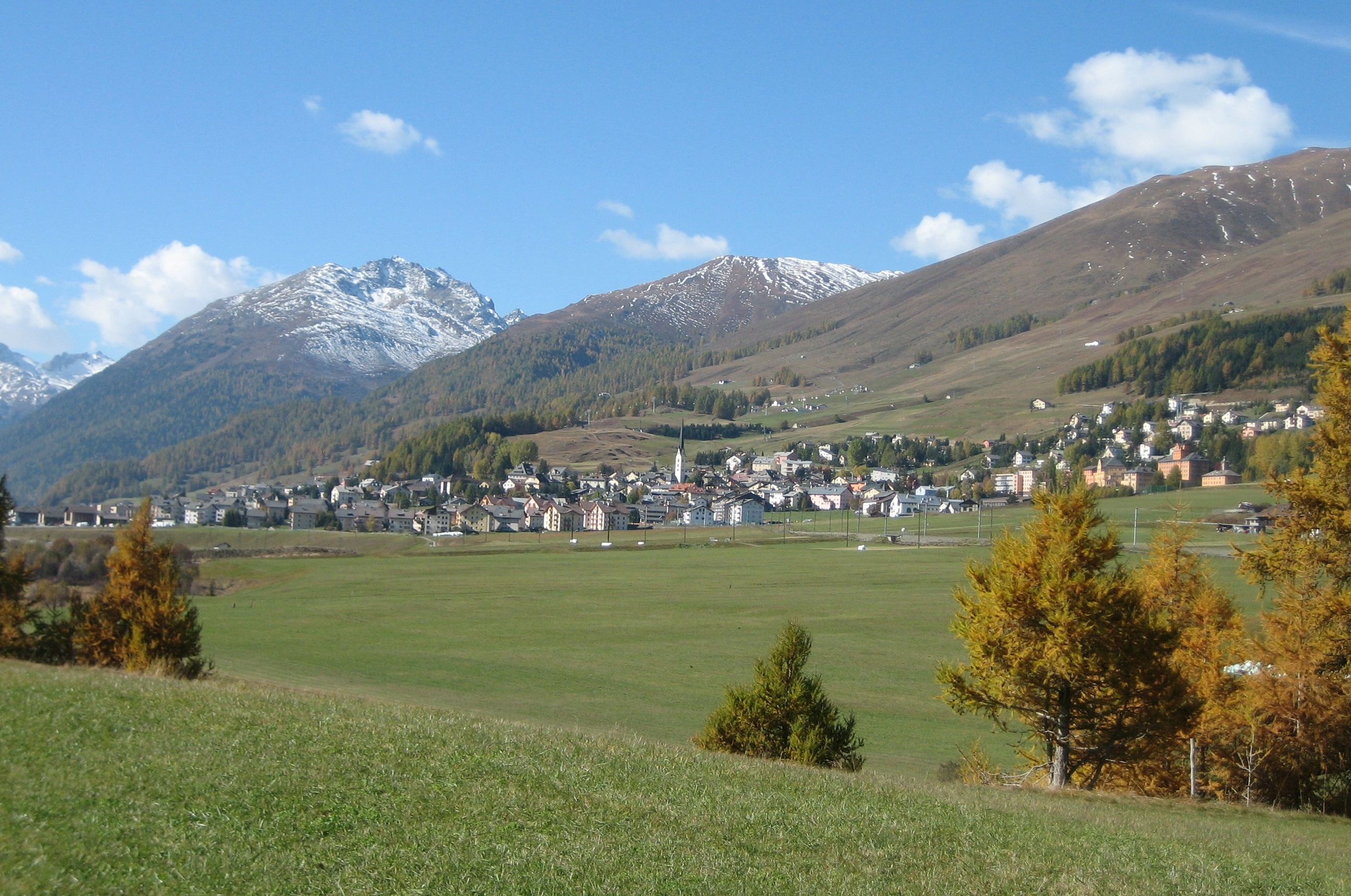
ツオーツ

ツオーツ、ツーオツ(ドイツ語: Zuoz [tsuːɔts, tsuə̯ts] ( 音声ファイル)) はスイス東南部、グラウビュンデン州、オーバーエンガディン地方の基礎自治体である。
イン川の谷を見下ろす位置にある村で、周囲は放牧地の斜面が広がる。ツオーツの人口は約1200人（2015年1月現在）。主な言語はドイツ語、ロマンシュ語、イタリア語である。夏はハイキング、冬はスキーを中心にオーバーエンガディン地方有数の山岳リゾート地となっている。
村は16世紀前後の歴史的な建物やスグラフィット装飾に彩られた家並みが続き、オーバーエンガディン地方で最も美しい村のひとつと言われている。サン・ルッツィ教会のステンドグラスは、ブレガリア谷出身の芸術家、アウグスト・ジャコメッティの作品である。
貴族の館、プランタ家の邸宅も村の中にある。プランタ家のシンボルは熊で、村の広場の中心にある泉には、立ち上がった熊の像がある。